# Развали игру
Развали игру (енгл. Game Shakers) је америчка играна комедија направљена од стране Дена Шнајдера, премијерно приказана на Никелодиону 12. септембра 2015. године. Серија обухвата три сезоне са укупно 61 епизодом. Серија је комерцијално успешна, јер је свака епизода у просеку гледана од стране 0.80 до 2. милиона гледаоца. Серија је четири пута номинована за Омиљени интернационални програм и Омиљени дечју ТВ емисију, на различитим доделама награде по избору деце. Главне улоге у серији тумачили су Кри Чикино, Медисон Шипмин, Томас Кук, Бенџамин Флорес Јр., Кел Мичел, Буба Гантер и Шелдон Бејли.
У Србији, Црној Гори, Републици Српској и Северној Македонији серија је премијерно приказана 6. јуна 2016. године на каналу Никелодион, синхронизована на српски језик. Синхронизацију је радио студио Голд диги нет. Уводна шпица није синхронизована. Српска синхронизација нема ДВД издања.

## Радња
Две тринаестогодишње тинејџерке, Бејб Керано и Кензи Бел, као свој школски пројекат, праве видео-игру Небески кит. Не размишљајући, у Небеског кита убацују тада најновији хит музичке звезде, репера Дабл Џија, песму Баци то шта. Њихов наставник, професор Семиџ, не бива одушевљен видео-игром, јер је циљ пројекта био искоришћавање технологије за нешто што може да помогне човечанству, и даје им најнижу оцену. Међутим, тинејџерке заборављају на јединицу коју су добиле, када сазнају да је њихова игрица хит, постајући најигранија и најпродаванија видео-игра за мобилне телефоне у држави. Настаје заплет, јер Дабл Џи открива да је његова песма постављена у видео-игру која се продаје за 99 центи, без икаквог договора између њега и тинејџерки, тако да Дабл Џи нимало не зарађује на Небеском киту. У међувремену, Бејб и Кензи сву своју зараду, од њихове хит игре, троше на отварање компаније за прављење видео-игара, којој дају име Развали игру, у којој поред њих ради и њихов школски пријатељ, Хадсон Гимбл. Дабл Џи долази у Њујорк, како би од Развали игру узео новац који је законски његов, јер је зарађен уз помоћ његове песме. Међутим, његов новац је потрошен на отаварање комопаније, због чега одлучује да им одузме све ствари из компаније, које би разрешиле њихове дугове. Дабл Џијев син, Трипл Џи, успева да убеди свог оца да им не узме сву имовину, већ да постане педесетопостотни партнер компаније Развали игру. Дабл Џи пристаје, и заједно са Бејб и Кензи потписује уговор о њиховом партнерству, а Трипл Џи одлучује да се запосли у Развали игру. Компанија временом постаје успешнија, а њених четворо радника постају најбољи пријатељи. Заједно са својим телохранитељима, Банијем и Рутлесом, Дабл Џи често увлачи Бејб, Кензи, Хадсона и Трипл Џија у комичне невоље.

## Ликови

### Главни ликови
- Бејб Керано (енгл. Babe Carano) је четрнаестогодишња тинејџерка која је заједно са Кензи Бел основала компанију Развали игру. Врло је креативна, самоуверена, паметна и неустрашива када је у питању доношење тешких одлука. Понекад уме да изгледа помало застрашујуће, али је одлична пријатељица, што показује њена несебичност, пожртвованост, оданост и искреност у пријатељству. Често уме да извуче себе и своје пријатеље из невоље, јер је веома сналажљива у непожељним ситуацијама. Често је приказана њена опсесивна заљубљеност у годину дана старијег тинејџера, Мејсона Кендала, који се касније преселио на Флориду, што је Бејб тешко преболела.
- Кензи Бел (енгл. Kenzie Bell) је четрнаестогодишња тинејџерка која је заједно са Бејб Керано основала компанију Развали игру. Њен карактер је добронамеран, што показује њена искреност, пожртвованост и емоционална веза међу пријатељима. Међутим, када је упитању лагање или кршење закона, она насупрот жељи својих пријатеља поступа исправно. Веома је зрела и одговорна за своје године, али мањак друштвених вештина надокнађује њено невероватно техничко знање. Носи наочаре и већином старомодни тип одеће, али се у свечаним приликама одева модерно и елегантно. Веома је склона несрећама, међу којим је два пута скоро па била ухапшена.
- Гровер Грифин (енгл. Grover Griffin) је четрнаестогодишњи тинејџер, познатији по свом надимку Трипл Џи (енгл. Triple G), који ради у Развали игру као саветник за видео-игре. Имао је необично детињство, јер је син познатог репера Дабл Џија, који је веома несмотрен и понекад неподношљив, због чега се Трипова мајка Џеки Грифин и развела од Даба. Његове животне жеље, дружење са вршњацима и нормалан живот, се остварују његовим запослењем у Развали игру. Често флертује са девојкама која га воле не само због привлачности, него и због чињенице да му је Дабл Џи отац. Веома је плашљив; има клаустрофобију и херпетофобију.
- Хадсон Гимбл помаже у стварању игрица за Развали игру. Није паметан, али понекад му се јаве добре идеје и то кратко траје.
- Гејл Грифин је репер ког зову Дабл Џи. Он је 50% власник Развали игру. Он је изузетно лош отац Трипл Џију. Страшно је неозбиљан и незрео. Вишеструки је освајач музичке награде Платинум. Развео се од своје жене јер она, као и сви остали, понекад не може да га трпи.

### Споредни ликови
- Бани је један од Дабл Џијевих телохранитеља. Много воли да једе. Дипломирао је економију.
- Рутлес је такође Дабл Џијев телохранитељ. Он прича прегласно што смета већини људи који су поред њега.
- Господин Семиџ је професор који предаје у одељењу где су Бејб, Кензи и Хадсон. Не воли баш Дабл Џија јер стално упада у учионицу док он држи час.
- Мејсон Кендал је тинејџер из средње школе. Већина девојака се заљубило у њега, међу којима је и Бејб. Преселио се на Флориду.
- Боби Донг је човек из Јапана који понекад помаже Дабл Џију са неким екстремним стварима које му и набавља.
- Џеки Грифин је Дабл Џијева бивша жена. Појављује се у епизоди где води Бејб, Кензи, Хадсона и Трипа на јахту коју дели са Дабл Џијем.

## Улоге
| Име лика      | Глумац/ица          | Српски глас                                               |
| ------------- | ------------------- | --------------------------------------------------------- |
| Бејб Керано   | Кри Чикино          | Снежана Јеремић Нешковић (С1 Е1-12) Ана Поповић (С1 Е13-) |
| Кензи Бел     | Медисон Шипмин      | Сања Поповић                                              |
| Хадсон Гимбл  | Томас Кук           | Иван Павличић                                             |
| Трипл Џи      | Бенџамин Флорес Јр. | Никола Тодоровић                                          |
| Дабл Џи       | Кел Мичел           | Стеван Пиале                                              |
| Бани          | Буба Гантер         | Александар Новаковић                                      |
| Рутлес        | Шелдон Бејли        | Марко Марковић                                            |
| Гдин. Семич   | Реги Дејвис         | Милан Тубић                                               |
| Мејсон Кендал | Танер Бјукенан      | Вељко Смиљанић                                            |
| Боби Донг     | Александар Чен      | Немања Живковић                                           |
| Џеки Грифин   | Аманда Пејтон       | Јадранка Пејановић                                        |
| МиГо          | Камали Минтер       | Немања Живковић                                           |
| Бети Донг     | Тора Ким            | Сања Петровић                                             |
| Ронда         | Карла Делани        | Јована Чуровић                                            |
| Хелен         | Ивет Никол Браун    | Марина Алексић                                            |
| Кејла Бангер  | Британи Ганди       | Јадранка Пејановић                                        |
| Хенри Харт    | Џејс Норман         | Алекса Станиловић                                         |

## Епизоде
| Сезона | Сезона | Епизоде | Премијерно приказивање (САД) | Премијерно приказивање (САД) | Премијерно приказивање (Србија) | Премијерно приказивање (Србија) |
| Сезона | Сезона | Епизоде | Прва епизода                 | Последња епизода             | Прва епизода                    | Последња епизода                |
| ------ | ------ | ------- | ---------------------------- | ---------------------------- | ------------------------------- | ------------------------------- |
|        | 1      | 25      | 12. септембар 2015.          | 12. новембар 2016.           | 6. јун 2016.                    | 21. новембар 2016.              |
|        | 2      | 20      | 17. септембар 2016.          | 4. новембар 2017.            | 22. мај 2017.                   | 3. јун 2018.                    |
|        | 3      | 18      | 10. фебруар 2018.            | ТБА                          | 17. септембар 2018.             | ТБА                             |

## Постигнућа

### Рејтинзи
| Сезона | Епизоде | Прва епизода        | Прва епизода       | Последња епизода  | Последња епизода   | Прос. гледаоца (милиони) |
| Сезона | Епизоде | Датум               | Гледаоци (милиони) | Датум             | Гледаоци (милиони) | Прос. гледаоца (милиони) |
| ------ | ------- | ------------------- | ------------------ | ----------------- | ------------------ | ------------------------ |
| 1      | 19      | 12. септембар 2015. | 1.98               | 21. мај 2016.     | 1.73               | 1.64                     |
| 2      | 24      | 17. септембар 2016. | 1.56               | 4. новембар 2017. | 1.38               | 1.43                     |
| 3      | 7       | 10. фебруар 2018.   | 1.47               | TBA               | TBD                | 0.86                     |

### Награде и номинације
| Година | Награда                          | Категорија                      | Резултат   | Реф.  |
| ------ | -------------------------------- | ------------------------------- | ---------- | ----- |
| 2016.  | Награде по избору деце Мексико   | Омиљени интернационални програм | Номинација |       |
| 2017.  | Награде по избору деце           | Омиљена дечја ТВ емисија        | Номинација | [ 8 ] |
| 2017.  | Награде по избору деце Мексико   | Омиљени интернационални програм | Номинација |       |
| 2017.  | Награде по избору деце Колумбија | Омиљени интернационални програм | Номинација |       |

## Видео игре
Многе видео игре, које су у серији направљене од стране компаније Развали игру, су програмиране и објављене преко Никелодиона. Прва Никелодионова видео игра, у франшизи серије Развали игру, је Небески кит. Небески кит је објављен 25. јула 2015. године на ВидКон-у. Следећа видео игра, Прљави грумен, је објављена на Nick.com 26. септембра 2015. године.